# Stiptopodius singularis
Stiptopodius singularis är en skalbaggsart som beskrevs av Louis Albert Péringuey 1901. Stiptopodius singularis ingår i släktet Stiptopodius och familjen bladhorningar. Inga underarter finns listade i Catalogue of Life.